# 流儀
流儀（りゅうぎ）または流派（りゅうは）は、ひとつの分野について他との技（技術・技能）、手法、心構え、表現の目的、表現にあたっての解釈などの差異を理由として形成された集団。また流儀は、個人あるいは集団が奉ずるその分野に対する考えかた、取組みかたそのものをも指し、流儀の担い手である人間集団の形成が流派の成立でもある。
伝統的な指導体系として、日本では武術や芸術をはじめとする芸道から俳句や和算といった趣味領域に至るまであらゆる分野で見られ、江戸末期にひとつのピークを迎えた。ひとつの様式化された内容を、世襲制度（家族制度）や師弟制度（徒弟制度）のもとに家元・宗家・師範などを頂点として継承する（門流、門派）。

## 概要
流儀・流派とは、あるものをどう行うか（例：敵とどう戦うか、ある戯曲をどう演じるか）ということについて個人の一代の技能でなく、ある一定の技術論に基づく技術が、集団的、伝統的に共有されている技能共同体を指す。各流派の技術論の相違は非常に広く、分野ごとに多様であるが、たとえば能であれば、所縁曲の相違、使用する謡曲の相違、戯曲に対する解釈の相違、舞の調子や工夫の相違、装束の選びかたの相違などがあげられる。これからもわかるように、能ならば能を演じるという目的対象はどの流儀にも共通するのに対して、それにいかに演ずるかが異なるところに流儀の源流がある。
茶道家の千宗左は、「各流派ともお茶を点てるという目的は同じであり、また点前の洗練された美しさを追求しようとしてきたことは、いずれも共通しているのですから、基本的なところは決して違ってはいないのです。ではどこが違っているのか、はっきりいえば、どうでもいいような部分、つまり、多少変化をつけたとしても、点前そのものの意味にはなんら支障のない部分に、流派によって少しずつ違いが見られるにすぎないのです」と述べており、武術家の黒田鉄山もまた、流派によって使う武器、状況設定、構えなどに違いがあるのは何ら問題ではなく、その根底にある普遍的な体捌き、身体の使い方が正しいかどうかを見極めなければならない、としている。

### 類似概念・比喩的表現
こうした集団形態は、組織文化、組織風土の産物として、洋の東西を問わず世界各国のあらゆる芸術的・技術的な分野に往々にして見られるものである（英語では"Style"、"School"などがそれにあたる）。さらに社会あるいは民族の行動・生活の様式にまでその概念を広げれば、民族や国家、文化や文明そのものまでもが流儀・流派となる（日本流、イギリス流など）。例えば、和服と洋服では、着るという目的は同じでありながら、どのように着るかに違いがあり、かつそこには明らかな独自の伝統や一定の技術、表現様式が見られ、日本人社会・西洋人社会という異なる伝授体系（社会制度）によってそれぞれ継承されてきた。
ただし、本項で述べるような狭義の意味での流儀・流派では、「個人的な解釈の違い」を基本的に許容せず、集団で、伝統としてある程度固定化して継承してゆくところや、自身の集団以外とは内容に関する議論や共有を避けるなどの閉鎖的な面を持ち合わせているところに特異性がある。
思想や主義を（ある程度固定化しつつ閉鎖的に）継承する集団としてセクト、宗派、教派、法流、学派、政派等があるが、流派においても技術や理論だけにとどまらず思想や主義すらも継承され得るため、定義的に重なる類義語である。
また、ある地域・社会などの範囲内で一般に行われている生活上の様式を指す「風」（ふう）も類似概念であり、その様式を支えるのが（ある程度固定化されていて閉鎖的な）一定の伝授体系を有した集団である場合、流儀・流派とほぼ同義である。「家風」「書風」「芸風」など。ただし「風」には、実体として存在するような確固たる様式ではなく、単なる雰囲気や意図しないままに形成された傾向などを指す場合もある。
あるものに対するその人（個人）なりのやり方を表す日常的な語句として、比喩的に用いられることもある。「私の流儀」「自己流」「我流」など。

## 成立と繁栄
流派誕生の起源は、家元制度、徒弟制度ならびに家督・名跡といった世襲制度（家族制度）に深く関与しており、これらの項も参照されたい。
伝説では古墳時代中期まで遡る剣術流派の関東七流や京八流の伝承、さらに実際の記録でも平安時代末期に和歌の家として成立した御子左家とそこから分かれた二条派や京極派の存在などがあるが、流儀・流派と呼ばれる制度体系が現代に伝わるような形で完全に成立したのは、室町時代末期から江戸時代初期のこととされる。
流派が成立する条件としては、先に挙げた社会的･文化的背景とともに、天才的な能力を持った達人の出現、技法が非常に高度なもので習得するのに専門的な指導と長時間の学習の継続が必要であること、技とその教習の体系および伝授の形式をもっていること、などが考えられる。あるいは、一に保持する技法の独自性を有し、二にその技法の裏付けとなる口伝や理念を持ち、三にさらに流派が志向する目的を明確に備えていなければならない。
ある分野において傑出した新しい技術を編み出した者は（さらに言えばたとえ傑出した技術を持っていなくとも）、理論上誰でも自らが家元となって流儀を創設することができるが、先に述べたようにこの制度の存在意義は後進の育成であるため、実際にはこうした行動が比較的容易である分野とそうではない分野がある。流儀制度の経済的根幹である素人弟子の絶対数が少ない分野では、分派行動を起こしても経済的に立ちゆかないことが多い。逆に、素人弟子の数が多い分野では新流創設が容易であり、実際に日本舞踊や華道においてはほぼ無数に流儀が存在する。また、ほかの流儀との共同作業が必要な場合にも分派新設は困難である。たとえば能のシテ方に梅若流が設立されたときには、ワキ方や囃子方が共演を拒否し、実質上演能不能の状態に陥ったために、最終的に梅若流の分派行動は失敗に終わっている。
日本における流派の数は、社会の安定化により各種文化が発展し様式化された江戸時代に爆発的に増加し、その後近代化した明治時代に入り、西洋からもたらされた近代教育制度にとって代わられたことで急速に減少した。

## 機能
制度としての流儀は、基本的に二つの要素によって成り立っている。一つはその芸系の同一性であり、もう一つはこれを実質的に保存し受継いでゆくための集団としての存在である。そして、前者の技芸的側面と、後者の制度的側面をともに管理し、その永続を保障するべき機関として家元・宗家が存在する（ただし日本武術などの例外あり）。
師匠が弟子に技術を伝授したということを示す証として与えるものに免許（免状、目録、英: ライセンス）がある。免許は、初伝、中伝、奥伝などと技量に応じて段階的に授与されるのが一般的であり、この等級を伝位と呼ぶ。通常、免許皆伝や極伝が最上位となっているが、その段階の数や名称、弟子や生徒への指導許可が下りる段階などは分野や流派によって全く異なる。また段級位制を採用している分野や流派もある。
日本武術以外の芸道の流派では、ひとつの体系化された内容を、開祖の家系である家元・宗家とその門弟により継承されていく。開祖の家系により、家元の宗家の地位を世襲する一子相伝（全伝）の継承と門人への免許を与える家元制がとられている。
日本武術では柳生氏など家元制もあるが、おおむね家元制度はとっておらず、最もその道に長け人物ともに申し分ない高弟の中から免許皆伝者（独立・指導を許可される）が1人あるいは複数人選ばれ、この師範を頂点として樹形図状に広がって継承される方式であった。

## 分野
能（猿楽）、狂言、日本舞踊、棒の手、華道（生け花）、盆庭、香道、茶道（茶の湯）、 煎茶道、包丁式、有職故実、衣紋道、雅楽、書道、日本画、剣術・抜刀術・薙刀術・弓術・砲術・軍学（兵法）などの日本武術などの芸道や日本酒造りなど。
歌舞伎における屋号、落語における亭号、相撲における相撲部屋なども近い形式ではあるが、それぞれの集団に独自の技術や表現様式が確固たるものとして存在しているとは言い難い。

## 用法
日本では一般的に、流れ（血筋や系統）を示す接尾語の「流」に、創始者や継承者の命名による固有名詞、あるいは慣習的に創始者の苗字や由縁のある地名などを冠して、○○流と称される。この流儀の名称を流名（りゅうめい）といい、創始者を流祖（りゅうそ）という。なお、流祖1人では基本的に流儀・流派としての形態をなさないため、流祖存命の時点では流名がなかったという場合も少なくない。
流儀内に、さらに芸の相違によって小グループができる場合にはこれを「派」と呼び、○○流○○派となる。ただし、派がどの程度の位置を占めるか（たとえば免状の発行権を持つか否か）はそれぞれの分野によって千差万別であり、派が大規模になったことで新たな流儀となる場合もある。
なお、近代化後に流派制度を廃止した分野においても（現代武道など）、結果的に主催する団体や指導者によって方向性の違いが生まれ分裂する事例は多く、こうした場合にはその違いを表すために会派と表現することがある。
また、江戸時代以前に皇族や藩主などの高貴な人物が学んだ、あるいは彼らが流祖である流派を御流儀（おりゅうぎ）と呼んだ。そして、こちらは武術で主に使用されるが、藩外不出とされた流派のことを御留流（おとめりゅう）と呼んだ（諸説あり、リンク参照）。

## 問題点
一般的に流儀・流派という技の伝承体系は前近代的な文物とされており、先進国においては多くの分野で近代的な教育制度にとって代わられている。この転換の大きな要因として、内容を門外に漏らさない秘密主義・秘伝主義による閉鎖性があり、異流派間では研究成果の交流も少なく研究成果の積み重ねもできず、無駄の多い研究環境を形成していたためである。さらにこの流派の閉鎖性は、各々に集団的な個性や特徴をもたらす一方で、客観的な批判を遠ざけ、技の質的差異が流派間で大きく広がる危険性を秘めていた。
近代に入ってもなお、旧来から流派による伝承を続けてきた伝統芸能の多くは、依然として流派を存続した。そのため、現代でも新たに流派が創設されることがある。一方で、元来の秘密主義・秘伝主義による閉鎖性や、行政機関の不干渉による管理不足から、一部では伝承や内容の偽造・捏造・盗用・技術不足、流派の分裂・乱立などが蔓延しているのも事実である。無論これらは江戸時代以前から発生していたことであるが、当時と比べて現代では流派そのものが実社会から隔絶されている伝承体系であるため、世間から関心や注目が集まりにくく、これらの不正が蔓延しやすい状況にある。
さらに現代では、残存流派の多くが長い歴史を持つ貴重な文化遺産であるため、技術や内容以上に「伝承すること」そのものが重要視されてしまう危険性もある。その流派の伝承する内容が実際に保存する価値があるかどうかを見極める必要性も生じてくる。加えて、文化的・社会的背景の変化により、封建的な師弟の絶対的主従関係を基礎とする入門への難度が高くなったことで、継承者不足にも悩まされている。
さらに、当時の流派の内容は、科学批判を超えた信仰的秘密的技法を多分に含んでおり、これらを現代的な観念に適応させて継承していく必要もある。具体的には、封建的理念や迷信的信仰の払拭、創始者の体験による前近代的な主観的信念を現代的教育理念へ転換することなどである。実際に流派という体系は、その閉鎖性も相まって一種のカルト的妄信的側面を生じさせることがある。
なお、日本においてこれらの問題解決に向けて最も積極的に動いたのは武術界であり、江戸末期の竹刀稽古・乱取りの考案をはじめ、明治以降の警視流、日本剣道形の制定など、流儀・流派によらない在り方を模索した。その背景には、本来の対人的な戦闘技術としての在り方が流儀の閉鎖性によって大きく損なわれていたことや、近代化後の武士階級の崩壊により技の存在意義が問われたことなどがある。現代武道はこれらの模索から生まれた到達点であり、多くの古武道流派から形を集め統合し、流派という体系を廃止して組織的に一元化させ、競技化を推進した。そして、目的の主軸を体育的見地から解釈した精神修養や人格形成に置くことで、西洋スポーツ的な形で近代教育制度に組み込まれることに成功した。例えば剣道や柔道、居合道、杖道等における形（型）は、信仰的秘密的技法を介さない理路整然とした内容となっており、入門を必要とせず、誰もが自由に学ぶことができる（一方でこれらの方式には、各流派の特徴の消失や競技化一辺倒となったことへの批判が生じている）。
剣豪の宮本武蔵は、1643年頃に成立した著書『五輪書』風の巻において、他流派の秘密主義・秘伝主義を批判し、さらに、我が流儀では誓紙や罰文などは好まない、と記している。また空手界では、遠山寛賢が、当時流派と名のついていたものの全ては、各々の修錬の中での差異であり、流派としては成り立つべきではないとして、無流派主義を掲げた。また日本建築家の中村昌生は、茶室に対して、「市民の茶に対する気持ちが、流儀を超えて、皆楽の境地になってもらえる施設でありたい」との願いから、茶道の一流一派に偏しない茶室「公共茶室」を提唱し、これを世界各地に創設した。なお第二次世界大戦の最中には、茶道家元の一角から、各流各派の薄茶の点前を統一して、共通の点前作法を造ろうと提案されたことがあったが、それは失敗に終わっている。
さらに一部流派では、その閉鎖的環境から脱するために、入門を強制せず、書籍や映像などで内容を積極的に公開するものもあるが、これらが内容の偽造・捏造・盗用につながることも多く、問題の根本的な解決には至っていない。